# Yuko Ichihara
(Yuko Ichihara)
Yuuko Ichihara (壱原 侑子?, Ichihara Yūko) è un personaggio immaginario della serie manga xxxHOLiC, creata da quattro mangaka conosciute con il nome CLAMP. Yuko appare come una enigmatica e potente strega, che ha un ruolo importante non solo in xxxHOLiC, ma anche in Tsubasa RESERVoir CHRoNiCLE, altra serie delle stesse autrici.
Yuko è conosciuta con diversi nomi, a causa dei suoi poteri di distorsione dimensionale, primi fra tutti l'appellativo di Strega delle dimensioni, come è inizialmente conosciuta in Tsubasa. Come afferma nel primo volume del manga, Yuko Ichihara non è il suo vero nome, perché il nome, come la data di nascita, è qualcosa di troppo importante per essere rivelato alle persone comuni.

## Descrizione

### Personalità
Yuko è uno dei personaggi più profondi e carismatici delle CLAMP. Anche se sembra molto petulante e prepotente nei confronti di Watanuki, spesso sarcastica e infantile, in realtà è molto saggia e in grado di capire i sentimenti dei vari clienti che si mostrano a lei. Assegna spesso dei compiti difficili e scoccianti a Watanuki, ma quando vuole è in grado di mostrare un po' d'affetto.
Uno dei vizi di Yuko è la sua passione per l'alcol, che costringe spesso Watanuki a comprarle per farmaci per farle passare la sbornia. Viene anche vista fumare con una pipa tipica del XIX secolo, anche se non è chiaro come stesse fumando. Nella versione animata viene invece vista fumare del tabacco.
Con lo svolgimento della storia, diventa evidente che il suo comportamento è in parte recitato per far divertire Watanuki, e per nascondergli l'importante della situazione.

### Apparenza
Come personaggio intriso di mistero, poco è conosciuto di Yuko. La storia personale, così come la sua età e persino il suo vero nome, non sono state svelate nel corso della serie. Fisicamente appare come una ragazza di circa 28 anni, anche se la sua aria matura la fa spesso sembrare più grande, infatti durante il prosieguo della storia, viene fatto intuire con una certa evidenza che Yuuko in realtà sia molto anziana, questo grazie alla sua esperienza e soprattutto alle sue varie conoscenze: Yuko infatti conosce lo stesso Clow Reed che apparve in Card Captor Sakura, il quale morì diversi anni prima che la serie iniziasse, per poi reincarnarsi in Eriol Hiirigazawa.
Yuko ha dei lunghi capelli corvini che le arrivano alla vita, mentre una frangia pari le copre parzialmente la fronte. Il colore degli suoi occhi è rosso. La sua figura longilinea è enfatizzata dai vestiti che porta, che comprendono spesso spacchi audaci e scollature provocanti. Molti capi d'abbigliamento sono vestiti tradizionali giapponesi, anche se in occasioni speciali, come il ricevimento di alcuni clienti oppure alcune missioni, viene vista indossare abiti diversi, solitamente più pratici oppure più formali.

### Poteri e abilità
Come mostrato dal cerchio magico che si forma quando utilizza la magia dimensionale, Yuko usa la stessa magia di Clow Reed, così come la usarono sia Sakura Kinomoto, Syaoran Li e sua madre Yelang Li, che erano tutti discendenti di Clow. Non viene però affermato se sia realmente una discendente di Clow.
Oltre al suo potere di esaudire i desideri delle persone e quello di creare varchi dimensionali, Yuko è in grado di manipolare il tempo, predire il futuro in vari modi, parlare attraverso Maru e Moro oppure direttamente nella mente delle persone. Nel film xxxHOLiC: Sogno di una notte di mezza estate, viene mostrata la sua potenza, anche se non viene vista usare nessun attacco offensivo, ma solo difensivo.
Tutti i clienti di Yuko la devono pagare in cambio del suo servizio, ed il pagamento deve essere equivalente al lavoro svolto. Anche se è Yuko ad aiutare i vari clienti, non è lei che risolve il loro problema, che può essere risolto solo dal diretto interessato. Se il cliente non è davvero determinato nel cambiare o perdere il proprio vizio, ironicamente, esso finisce vittima di se stesso.
Nell'ottavo volume, quando Tengu Karasu cerca di salvare Zashiki-warashi, dona a Yuko il suo ventaglio. Però, il valore del ventaglio è superiore al desiderio, così Yuko, per bilanciare il pagamento, è costretta a mandare Watanuki con Tengu, nell'intento di aiutare quest'ultimo.

## Ruolo

### xxxHOLiC
Yuko possiede un misterioso negozio a Tokyo, una piccola casa sovrastata dai grattacieli che la circondano. Yuko non vende oggetti, ma esaudisce i desideri delle persone, chiedendo in cambio un equo pagamento, ne più ne meno di quanto il desiderio costi. A Watanuki, il cui desiderio è perdere l'abilità di vedere gli spiriti, chiede aiuto con il negozio, dalla mansioni della normale pulizia a quelle della cura della stessa Yuko.
Yuko sembra essere una delle poche persone in grado di piegare a sé il tempo e lo spazio, e quindi spedire le persone verso altri universi. Shaoran, Fay D. Florite e Kurogane, protagonisti di Tsubasa RESERVoir CHRoNiCLE, vengono mandati al cospetto della strega per chiederle aiuto. Quest'ultima le dona una delle due Mokona Modoki, chiedendogli in cambio un pagamento.
Nel negozio vivono anche due ragazzine chiamate Maru e Moro, che in realtà sono due esseri senza anima creati da Yuko. Il loro compito è quello di ancorare il negozio alla varie dimensioni, così che sia sempre raggiungibile, ma alla fine si occupano anche loro di Yuko.

### Tsubasa
Quando Sakura perde tutti i suoi ricordi, che si disperdono nei vari mondi sotto forma di piuma, Shaoran e il resto dei protagonisti di Tsubasa RESERVoir CHRoNiCLE si mostrano al cospetto della strega dimensionale, in cerca di aiuto.
Shaoran la chiede l'abilità di viaggiare nelle varie dimensioni per raccogliere le piume di Sakura, e come pagamento dovrà donare a Yuko i ricordi di Sakura riguardo alla loro relazione: anche se Sakura riacquistasse tutti i suoi ricordi, non si ricorderebbe mai di Shaoran. Kurogane le chiede di ritornare nel mondo in cui viveva, e le dona la sua spada Ginryuu, anche se Yuko non esaudisce il suo desiderio immediatamente. Fay le chiede di non fare mai ritorno a Celes, il suo mondo, e come pagamento dona il suo tatuaggio e il suo bastone magico.
Yuko dona loro la Mokona bianca, in grado di aprire varchi dimensionali tra i vari mondi e anche di tradurre i diversi linguaggi che sente. Inoltre, grazie alla Mokona nera, Yuko può sempre comunicare con il gruppo.
Dopo aver aiutato i ragazzi in vari modi, seguendo entrambe le storie di xxxHOLiC e di Tsubasa, la sua figura diviene più presente e più importante nella storia. Quando il gruppo decide di ritornare nel Regno di Clow, Yuko, con l'aiuto della Mokona nera, cerca di aprire un varco dimensionale per collegare i due mondi. Sfortunatamente, Fei Wong Reed, antagonista della serie, riesce a sentire i poteri di Yuko e le spedisce una sfera di elettricità che la ferisce gravemente, anche se riesce ad aprire il varco. Come in seguito spiega alla Mokona nera, da allora non è più in grado di aiutare Shaoran e gli altri ragazzi.

## Sviluppo del personaggio

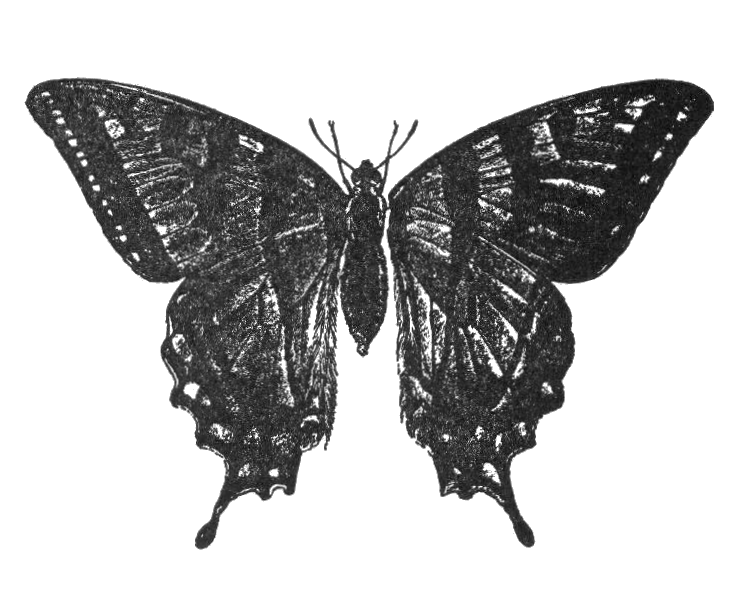
La farfalla, firma usata da Yuko.

Come affermato da Nanase Ōkawa, responsabile e produttrice del manga, lo stile della serie richiama le stampe giapponesi Ukiyo-e, usato per enfatizzare le tematiche e l'universo in cui è ambientato. Uno dei simboli ricorrenti durante la serie, usato spesso come decorazione per vestiti di Yuko, è la farfalla di colore nero, che simboleggia secondo le varie culture, sia un l'anima di una persona, sia la rinascita o una nuova opportunità. La farfalla è infatti la firma usata da Yuko.
Da notare che Ageha in giapponese significa proprio "coda di rondine", nome comune della famiglia delle papilionidi.
Il kanji "侑" che compone il suo nome significa aiutare e assistere, e coincide con il suo ruolo del manga, cioè quello di aiutare le persone esaudendo i loro desideri.

## Il negozio
Il negozio di Yuko si trova a Tokyo, Giappone. Il negozio si trova nel bel mezzo di alcuni grattacieli moderni, che conferiscono al piccolo negozio una certa particolarità. Lei, Maru, Moro e Larg vivono in questo edificio, che presenta anche un giardino koi e un pozzo nel retro.
Diversi oggetti sono custoditi in questo negozio, tra cui molti già apparsi in altri lavori delle CLAMP. Il vaso della luna, per esempio, viene visto in Lawful Drugstore, e Yuko dice di averlo comprato in un negozio, anche se Watanuki pensa che l'abbia rubato; lo scettro magico che appare nelle mani di Sakura in Card Captor Sakura appare come una replica giocattolo, così come un pupazzo simile a Kero-chan.
Possiede anche il tatuaggio e il bastone di Fay, la spada di Kurogane, delle cuffie che ricordano le orecchie dei persocom di Chobits, una gabbia che contiene degli uccelli simili a quelli di Clover. Anche le due Mokona era inizialmente tenute nella tesoreria. Altri oggetti che appaiono durante la storia sono una zampa di scimmia maledetta, una mazza da baseball di alluminio rosso, che chiama "Zantetsuken" (riferimento a Lupin III), in grado di tagliare ogni cosa, e diverse fotografie. Nel film d'animazione, mentre Watanuki è costretto a pulire la tesoreria, vengono mostrati diversi elementi d'arredo (tra cui sedie, mobili e tavolini), un pianoforte a mezza coda, diversi vasi e kakemono, un piccolo elefante di bronzo, diverse armi antiche, e perfino quello che sembra essere un uomo.
Il negozio sembra essere un'entità pensante, che sceglie da solo i propri clienti. Per esempio, Shizuka Domeki non è in grado di entrare nel negozio, ma solamente di scorgere il negozio da lontano. Yuko spiega che siccome Domeki non aveva bisogno di niente da lei o dal negozio, il negozio non lo riconosceva come cliente, e quindi non esisteva per lui. Per questo motivo, Domeki non è in grado di entrare nel negozio come Watanuki, ed è costretto ad incontrare Yuko al di fuori di esso.

## Relazioni

### Watanuki
La relazione tra Yuko e Watanuki può essere difficile da comprendere. Lei è ovviamente molto interessata a lui, ma questo interesse non è né di tipo romantico né di tipo sessuale. La sua relazione ruota intorno alla figura del mentore, incarnata da Yuko, che insegna a Watanuki sia i concetti del mondo sovrannaturale sia quelli della razza umana.
Yuko è solitamente molto giocosa verso Watanuki, e cerca spesso di fargli esprimere dei piccoli desideri involontariamente, cosicché possa allungare il suo periodo di servizio al negozio. Per esempio, nel primo volume, mostra a Watanuki le sue abilità di predizione del futuro. Per questo gesto, chiede in cambio l'orologio di Watanuki, ma in realtà Watanuki non le aveva chiesto di conoscere il suo futuro. Yuko è solita chiedere a Watanuki di cucinarle del cibo e comprarle del sake o del vino, e certe volte gli chiede di svolgere delle mansioni più difficili e umilianti. Per esempio, quanto stava investigando secondo il desiderio di Himawari, è stato quasi mangiato da un serpente gigante, mentre quando stava aiutando lo spirito Ame-warashi, fu quasi trasportato nel mondo dei morti.
Dalla parte di Watanuki, i suoi atteggiamenti verso Yuko sono un misto di affetto, terrore, preoccupazione, divertimento e gratitudine. Inizialmente cerca sempre di avvisare Himawari o i clienti di Yuko di stare attenti riguardo alle sue intenzioni, e Yuko risponde a Watanuki con delle minacce o altre parole poco gradevoli. In diverse occasioni, Yuko si prende cura di lui, ma la loro relazione non
è mai sfociata in amore.
In altre occasioni Yuko finisce per ripagare Watanuki per i suoi sforzi e le sue mansioni. Dopo aver ricevuto un uovo da Shaoran nell'OAV Tsubasa TOKYO REVELATIONS, lo dona a Watanuki. Negli ultimi capitoli pubblicati Watanuki si chiede chi realizzi i suoi desideri, e le fa sapere che gli piacerebbe tanto aiutarla a realizzare quello che vorrebbe veramente.

### Clow Reed
Anche se sembra una donna molto giovane, Yuko è a contatto con i più illustri esponenti della magia, alcuni dei quali appaiono nelle altre serie delle CLAMP. Nel primo volume viene infatti mostrato lo scettro che appare in Card Captor Sakura, e Yuko ricorda il suo creatore, cioè Clow Reed. Yuko sembrava infatti conoscere il mago, e lo ricorda come un "tipaccio", anche se durante la serie afferma la sua potenza e il talento.
Insieme hanno creato le due Mokona Modoki, copiandole da una Mokona di un altro mondo, che sembra corrispondere alla Mokona della serie Magic Knight Rayearth. Non è chiaro quale sia il legame fra i due personaggi, essendo Clow Reed morto da tempo, ma come viene affermato in Tsubasa, Yuko è in grado di usare la sua magia.

### Altri personaggi
Durante la serie Yuko afferma di conoscere anche Subaru Sumeragi e sua sorella di Tokyo Babylon e X, anche se non è chiaro come l'abbia conosciuto. Nello stesso mondo sembra essere anche a conoscenza della vita di Sakura Kinomoto e del suo fidanzato Syaoran Li di Card Captor Sakura.
Alla fine del primo volume Yuko entra in contatto con i protagonisti di Tsubasa RESERVoir CHRoNiCLE, cioè Shaoran, Sakura, Kurogane e Fay, ma attraverso i vari universi, diverse persone sembrano conoscerla.
Sia il sacerdote Yukito del Regno di Clow che la Principessa Tomoyo del Regno di Nihon la conoscono. Sorata e Arashi della Repubblica di Hanshin dicono di essere in debito con lei, Seishiro da Oto è in grado di viaggiare attraverso i vari mondo grazie a lei, e Ashura-Oh del regno di Shura viene vista parlare con lei attraverso una superficie acquatica. Anche il vampiro Subaru del Mondo di Tokyo sembra conoscerla.
L'antagonista di Tsubasa, Fei Wong Reed, e la sua assistente Xing Huo sembrano essere a conoscenza dei poteri e della forza di Yuko, così come dei suoi piani per fermarla.

## Riferimenti ad altre opere
Yuko tende spesso a fare dei riferimenti ad opere manga di altri autori. Nel primo volume compra una mazza da baseball che chiama Zantetsuken, "la spada che taglia il ferro", riferimento alla spada di Goemon di Lupin III
Yuko afferma di aver letto Maccaroni Horenso manga del 1977, Cat's Eyes e Rumitan.
Yuko fa riferimento anche a Kyashan: il ragazzo androide.
Altri riferimento includono Lamù di Rumiko Takahashi nel capitolo 46.